# Kurt Rosenwinkel
Kurt Rosenwinkel (Filadelfia, 28 de octubre de 1970) es un guitarrista estadounidense y compositor de música jazz que empezó a destacar en los años noventa.

## Biografía
Se inició en el mundo de la música a través del piano, que utiliza todavía ocasionalmente durante la composición, para luego a la edad de 12 años pasarse a la guitarra. Inicialmente su modo de improvisar fue influido por guitarristas como Pat Metheny y John Scofield, pero sucesivamente ha emergido su estilo personal con un fraseo suelto y lineal, parecido al de músicos de los años 40 y 50 como Lennie Tristano. Su lenguaje musical y sus acordes son muy complejos y avanzados, inspirados también por artistas como George Van Eps y Ben Monder. Asistió a la Berklee School of Music durante dos años y medio antes de abandonarla para hacer giras con Gary Burton, por aquel entonces uno de los "grandes" del jazz. Seguidamente, se trasladó a Brooklyn donde continuó madurando y se convierte en uno de los guitarristas de más relieve de su generación tocando con The Human Feel, Paul Motian's Electric Bebop Band, Joe Henderson Group, y el Brian Blade Fellowship.
En el 1995 recibió el premio "Composer's Award" del National Endowment for the Arts y firma con Verve Records. Desde entonces ha tocado y registrado ya sea como líder o como acompañante con artistas del calibre de Mark Turner, Brad Mehldau, Joshua Redman, Chris Potter, Jeff Ballard, Eric Harland, Aaron Parks, Seamus Blake, Jason Lindner, Danilo Pérez, Aaron Goldberg y muchos otros.  Su álbum de 2005, Deep Song (2005), tiene también la participación de Mehldau y Joshua Redman. Entre sus álbumes dignos de nota encontramos The Enemies of Energy, The Next Step y el más experimental Heartcore.
Originario de Filadelfia, Kurt Rosenwinkel actualmente reside con su mujer y sus dos hijos en Berlín y enseña en el Jazz Institute Berlin.
En el 2012 se ha publicado el doble álbum Star Of Jupiter, con Aaron Parks al piano, Eric Revis al contrabajo y Justin Faulkner a la batería.
En 2014 pone en marcha su último proyecto, el trío Bandit 65, formado por el propio Rosenwinkel, el también guitarrista Tim Motzer y el baterista Gintas Janusonis, que revisa algunos aspectos de la psicodelia de los años sesenta del siglo pasado. Un sorprendente paisaje sonoro creado con impactantes improvisaciones y algo de electrónica, jugando con la estética vibrante de la década prodigiosa.

## Estilo
El estilo de Kurt Rosenwinkel es profundamente heterogéneo. Se distingue por una notable técnica sobre el instrumento, el fraseo melódico y su enfoque a la armonía influenciado por artistas como George Van Eps, Tal Farlow, Lennie Tristano, John Coltrane hasta llegar a artistas modernos como Allan Holdsworth y Pat Metheny. Peculiar es su enfoque a la improvisación, que sigue cantando nota por nota (y no sólo un esbozo de la melodía). Es difícil sentir su guitarra libre de efectos y pedales, de los cuales hace un amplio uso y que traducen su constante investigación del sonido "ideal". Su visión musical no queda limitada al mundo del jazz sino que va incorporando influencias Hip-Hop, Rock y clásicas.

## Didáctica
Kurt Rosenwinkel es muy activo en el ámbito didáctico y, además de enseñar habitualmente, imparte con frecuencia seminarios y asesoramientos en todo el mundo y en particular en Europa.

## Discografía

### Como líder
- 1996 - Kurt Rosenwinkel Trío - East Coast Love Affair - (Fresh Sound New Talent)
- 1998 - Kurt Rosenwinkel Quartet - Intuit - (Criss Cross)
- 1999 - Kurt Rosenwinkel - The Enemies of Energy - (Verve Records)
- 2000 - Kurt Rosenwinkel - The Next Step - (Verve Records)
- 2002 - Jakob Dinesen / Kurt Rosenwinkel - Everything Will Be Allright - (Verve Records)
- 2003 - Kurt Rosenwinkel - Heartcore - (Verve Records)
- 2005 - Kurt Rosenwinkel - Deep Song - (Verve Records)
- 2008 - Kurt Rosenwinkel - The Remedy - Live at the Village Vanguard - (Wommusic)
- 2009 - Kurt Rosenwinkel Estándares Trío - Reflections - (Wommusic)
- 2010 - Kurt Rosenwinkel and OJM - Our Secret World - (Wommusic)
- 2012 - Kurt Rosenwinkel - Star Of Jupiter - (Wommusic)
- 2017 - Caipi (Heartcore Records)
- 2019 - Kurt Rosenwinkel Bandit 65 - Searching the Continuum - (Heartcore Records)
- 2020 - Kurt Rosenwinkel Trio - Angels Around - (Heartcore Records)

### Como colaborador
- 1994 - Human Feel - Scatter
- 1994 - Human Feel - Welcome To Malpesta
- 1995 - Human Feel - Speak To It
- 1995 - Once Blue - Once Blue
- 2000 - Ponga Quintet - Going To Meet The Man
- 2007 - Human Feel - Galore
- 2007 - Rebecca Martin - "The Growing Season"

## Galería

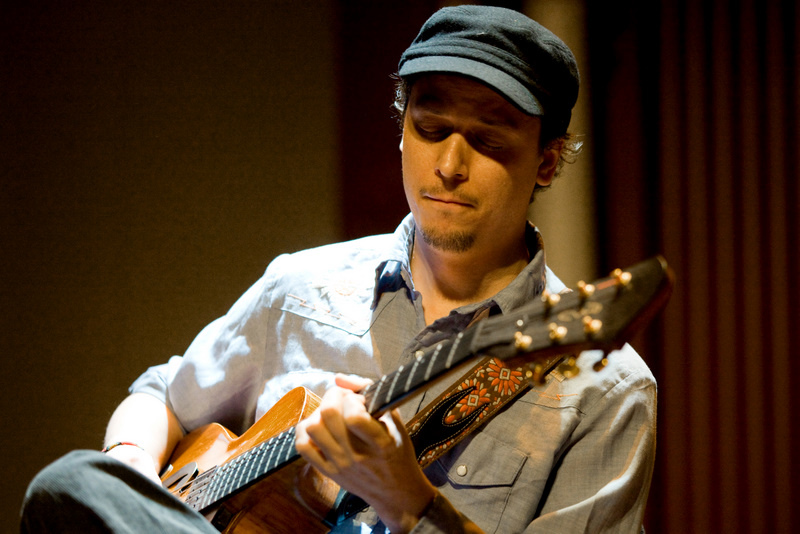
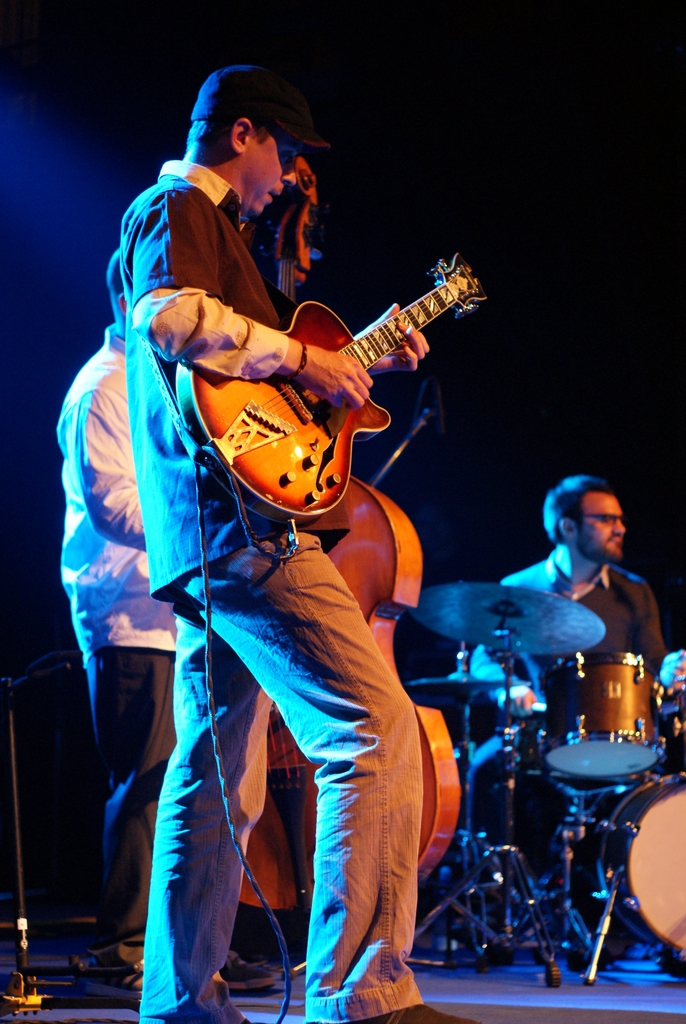
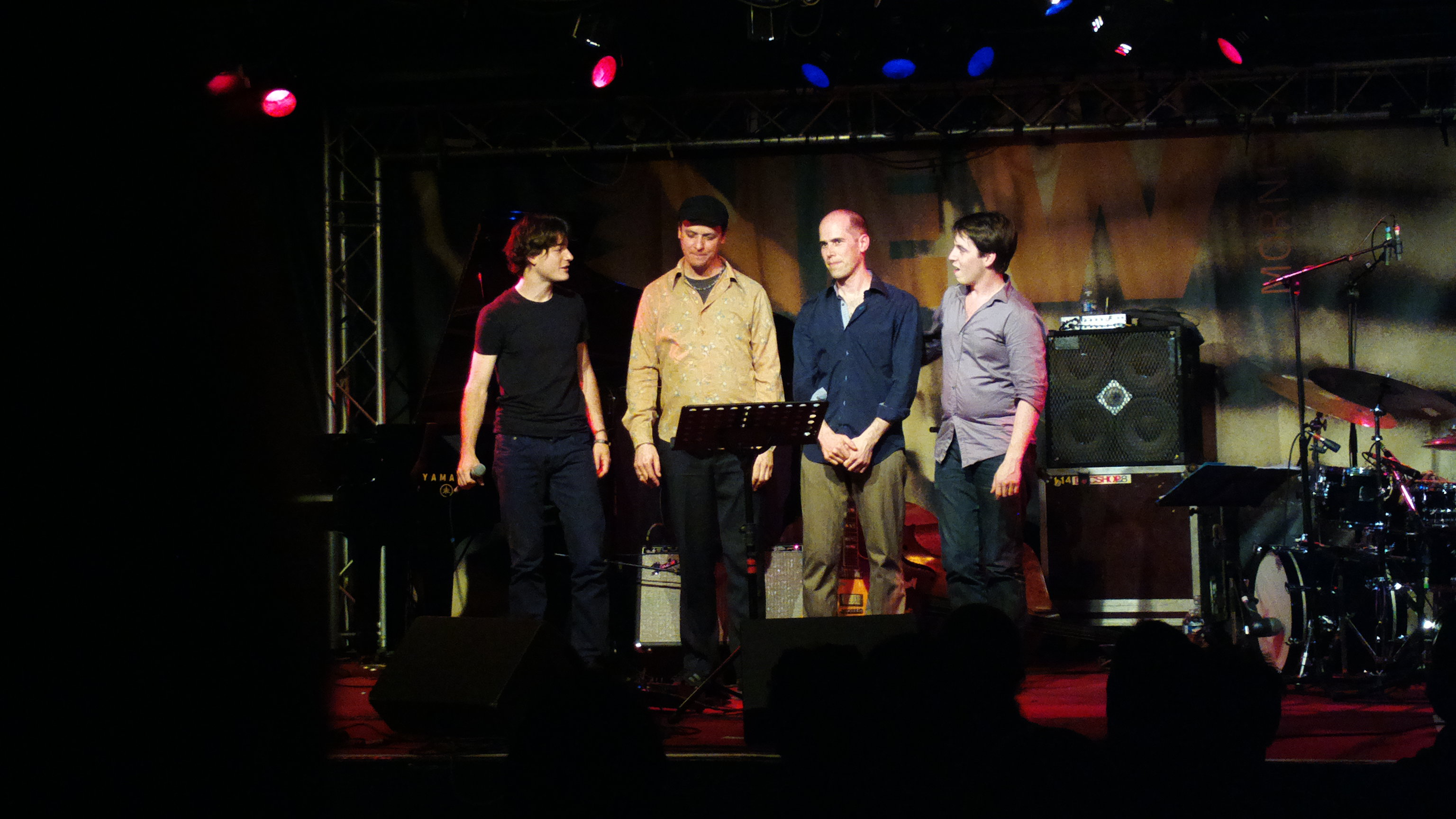
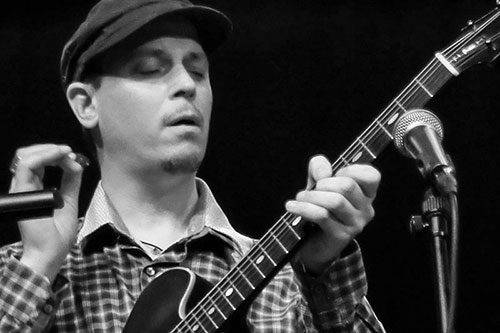
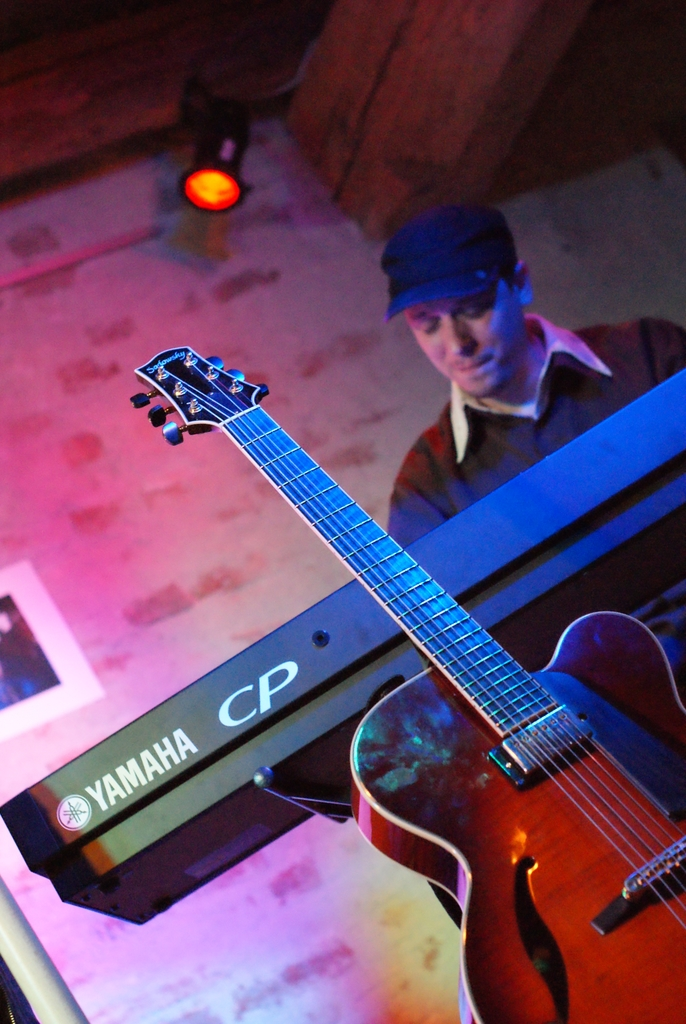

### Participaciones
- 1990 - Mimmo Cafiero Quintet - Moon and Twenty Five
- 1992 - Gary Burton - Six Pack
- 1993 - Seamus Blake - The Call (Criss Cross Jazz 1094 CD)
- 1994 - Mark Turner - Yam Yam (Criss Cross Jazz 1160 CD)
- 1994 - Paul Motian and the Electric Bebop Band
- 1995 - Once Blue - Once Blue
- 1995 - Perico Sambeat - 'Ademuz'
- 1996 - Paul Motian and the Electric Bebop Band - Reincarnation of a Love Bird
- 1996 - Paul Motian and the Electric Bebop Band - Flight of the Blue Jay
- 1996 - Larry Goldings - Big Stuff
- 1997 - Chris Cheek Quartet - LOS Wish LOS Knew
- 1998 - Myron Walden - Like a Flower Seeking the Sun
- 1998 - The Chris Potter Quartet - Vertigo
- 1998 - Paul Motian and the Electric Bebop Band - Monk and Powell
- 1998 - Mark Turner - En This World
- 1998 - Jochen Rueckert - Introduction
- 1999 - Seamus Blake - Stranger Things Have Happened
- 1999 - George Colligan - Unresolved
- 1999 - Jakob Dinesen Quartet - Around
- 1999 - Chris Cheek - Vine
- 1999 - Mark Turner - Ballad Session
- 1999 - Marcy Playground - Shapeshifter
- 1999 - Tim Hagans - Animation - Imagination
- 1999 - Jill Seifers - The Waiting
- 1999 - Myron Walden - “ Like a Flower Seeking the Sun”
- 2000 - Noah Becker - Where We Are
- 2000 - Wax Poetic - Wax Poetic
- 2000 - Danilo Pérez - Motherland
- 2000 - Matthias Lupri GROUP - Same Time Twice
- 2000 - Kamaal Fareed (FKA Q-TIP) - Kamaal the Abstract
- 2000 - Brian Blade Fellowship - Perceptual
- 2001 - Rebecca Martin - Middlehope
- 2001 - Matt Penman - The UnQuiet
- 2001 - Barney McAll - Release the Day
- 2001 - Mark Turner - Dharma Days
- 2002 - Jorg Kaaij Quintet - Downtown Daze
- 2002 - Kris Bauman Quartet feat. Kurt Rosenwinkel
- 2002 - Phil Grenadier - Playful Intentions
- 2003 - Eli Degibri Quintet - En the Beginning
- 2003 - Perico Sambeat - Friendship
- 2005 - Charlie Peacock - Love Press Ex-Curio
- 2005 - Joshua Redman Elastic Band - Momentum
- 2006 - Barney McAll - Mother of Dreams and Secrets
- 2006 - Aaron Goldberg - Worlds
- 2006 - Joel Miller - Mandala
- 2006 - The Miles Donahue Quintet - En The Pocket
- 2007 - Barney McAll - Flashbacks
- 2007 - Charlier / Sourisse - Heritage
- 2007 - Daniel Szabo Trío - Frictions
- 2008 - Brian Blade - Season of Changes
- 2008 - Q-Tip - Renaissance
- 2009 - Roman Ott-Inner Shape- Seeing People

- 2009 - Barney McAll - Flashbacks
- 2009 - Brian Blade - Mama Rosa
- 2009 - Jason Lindner - Now vs. Now
- 2009 - Q-Tip - Kamaal/The Abstract
- 2009 - Alain Apaloo's Api Pipo - Flood Gate
- 2011 - Various - Disney Jazz Volume 1 Everybody Wants to Be a Cat
- 2012 - Julian Shore - Filaments
- 2012 - Donald Fagen - Sunken Condos
- 2012 - Carolina Brandes' O.M.P. "Flowers of the deeper soil"
- 2012 - Iris Ornig - No Restrictions
- 2013 - Umberto Echo - Elevator Dubs
- 2013 - Eric Clapton - Crossroads Guitar Festival 2013
- 2014 - Aaron Goldberg - The Now
- 2014 - Roman Ott - If You Lived Here You'd Be Home By Now
- 2014 - Kyra Garey - Desert Road
- 2014 - Jo-Yu Chen - Stranger
- 2014 - Olivia Trummer "Fly Now"

### Como productor
- 1997 - Chris Cheek Quartet - LOS Wish LOS Knew
- 2007 - Rebecca Martin - "The Growing Season"